# Droga krajowa B92 (Niemcy)
Droga krajowa 92 (niem. Bundesstraße 92, B 92) – niemiecka droga krajowa przebiegająca z południa na północ od granicy z Czechami koło Schönbergu w Saksonii do Gery w Turyngii, gdzie krzyżuje się z drogami B2 i B7.
W czasach istnienia NRD trasa na odcinku Schönberg (granica z Niemcami Zachodnimi) – Plauen – Syrau stanowiła jedną z dróg tranzytowych tego kraju.

## Odcinki międzynarodowe
Droga pomiędzy przejściem granicznym z Czechami a skrzyżowania z drogą B282 w Schöpsdrehe koło Plauen jest częścią trasy europejskiej E49 (ok. 55 km).